# Jasmin Repeša
Jasmin Repeša, né le 1er juin 1961 à Čapljina en Bosnie-Herzégovine, est un entraîneur croate de basket-ball.

## Biographie
À la suite de sa carrière de joueur, il rejoint le Cibona Zagreb en tant qu'entraîneur assistant. Ce club lui confie la direction d'un club satellite de Dona. Il y découvre de jeune talents dont Gordan Giriček qu'il conduit en finale face au Cibona. Il revient ensuite sur le banc du Cibona remportant trois titres de champions et trois coupes nationales.
Durant cette même période, il occupe un poste d'entraîneur adjoint au sein de la sélection croate qui remporte la médaille de bronze lors du Championnat d'Europe 1995.
En 1997, il rejoint le championnat de Turquie au club de Tofaş Bursa. Il obtient deux titres de champion, une coupe et une coupe du Président de Turquie.
Après des passages en Croatie et en Pologne, il rejoint l'Italie pour prendre la direction de la Fortitudo Bologne. Il y reste quatre saisons, remportant le championnat d'Italie. En 2004, son équipe atteint le sommet européen en participant au Final Four 2004 de l'Euroligue. Bologne perd en finale face au Maccabi Tel-Aviv.
À la suite de changements au sein de l'équipe dirigeante, il rejoint un autre club italien, Lottomatica Rome, club qu'il dirige jusqu'en 2008.
En 2010, il signe pour le club italien du Benetton Trévise.
En 2005, après l'échec en quart de finale de la Croatie au championnat d'Europe 2005, Repeša prend en charge cette dernière sélection. Lors du championnat d'Europe 2007, la Croatie termine à la sixième place, ce qui lui assure de pouvoir tenter de se qualifier pour les Jeux olympiques de  2008 de Pékin et une qualification directe pour l'édition suivante du championnat d'Europe. La Croatie se qualifie ensuite pour les Jeux où les Croates échouent en quart de finale, battu par l'Espagne. Lors du championnat d'Europe 2009, la Croatie échoue en quart de finale face à la Slovénie, avant de terminer finalement sixième, battue par la France lors de la rencontre pour la cinquième place.
Repeša entraîne l'Unicaja Málaga lors de la saison 2012-2013. Repeša devient entraîneur du Cedevita Zagreb en 2013. Il y reste deux saisons, jusqu'à la fin de la saison 2014-2015, et remporte deux coupes de Croatie et deux championnats de Croatie.
En juin 2015, Repeša signe un contrat de 2 ans avec l'Olimpia Milan.
En septembre 2018, il devient entraîneur de la sélection de Bosnie-Herzégovine à titre intérimaire, remplaçant ainsi Duško Vujošević, contraint d'arrêter sa carrière en raison de problèmes de santé. En novembre, Vedran Bosnić devient entraîneur titulaire.
Fin décembre 2018, le KK Budućnost Podgorica se sépare de son entraîneur, Aleksandar Džikić et nomme Repeša à sa place.en 2024 il devient entraîneur des TRAPANI Sharks, club sicilien néo promu en ligue majeure italienne.

## Palmarès

### Club
- Finaliste de l'Euroligue 2004
- Champion d'Italie 2005
- SuperCoupe d'Italie 2005
- Champion de Croatie 1995, 1996, 1997, 2012, 2014, 2015
- Vainqueur de la Coupe de Croatie 1996, 2002, 2014, 2015
- Champion de Turquie 1999, 2000
- Vainqueur de la Coupe de Turquie 1999, 2000
- Vainqueur de la Coupe du Président de Turquie 1999

### Sélection nationale
Championnat d'Europe
- Médaille de bronze (en tant qu'assistant de l'entraîneur de Croatie) de Championnats d'Europe 1995 à Athènes, Grèce.